# Aethiamblys attiguus
Aethiamblys attiguus là một loài tò vò trong họ Ichneumonidae.